# Polypodium moricandii
Polypodium moricandii är en stensöteväxtart som beskrevs av Georg Heinrich Mettenius. Polypodium moricandii ingår i släktet Polypodium och familjen Polypodiaceae. Inga underarter finns listade.